# Backpacker (datorspelsserie)
Backpacker är en serie datorspel, där spelaren reser jorden runt, och skall svara på frågor om resmålen, samt inom diverse yrkeskategorier.
De två första spelen gavs ut av Tati Mixedia och det tredje gavs ut av Pan Vision. Juniorspelet gavs ut av IQ Media Nordic. Backpacker från 2016 är ett mobilspel som utvecklades och lanserades av WeAreQiiwi Interactive AB och MAG Interactive.
1997 kom uppföljaren BackPacker 2. 2016 kom spelet Backpacker av Qiiwi Interactive till Android och iOS.

## Bakgrund
Inspirationen till Backpacker kom bland annat från Trivial Pursuit, enligt seriens skapare Jens Thorsen.
Backpacker skapades av Jens Thorsen och Stefan Gadnell. Backpacker var ett multimediaspel i tiden som krävde det nya lagringsutrymmet CD-ROM för att få plats med alla grafik samt den nya tidens programvara för skapandet av multimedia. Jens Thorsen utbildade sig inom programmering på Chalmers och efter en barrunda till 7:ans ölhall och dess omtalade frågesportsmaskin fick Thorsen en idé om att skapa ett frågesportspel på datorn i stil med det klassiska Trivial Pursuit. För att göra spelet mer intressant och underhållande lade Jens till fotografier i bakgrunden till frågorna och andra grafiska snitt.
Jens insåg att spelet behövde en inramning och efter en resa till landet bestämde han sig för ett resetema och kalla spelet World Warp. Frågorna skulle knytas till jobb för att kunna resa vidare till nästa destination.
Jens får tips om bildläraren Stefan Gadnell som var intresserad av att göra dataspel. Stefan Gadnell hade hjälpt till med att skapa clipartbibliotek och var van vid dataillustrationer. De ger spelet det nya namnet BackPacker och Jens Thorsen grundar företaget TATI (Thorsen Art Technology Information) och går samman med Stefans företag Mixedia. I samband med BackPacker grundar Stefan det nya aktiebolaget Aniware.  Under ett halvårs tid skedde all kommunikation dem emellan via telefon, e-post och genom att skicka minidiskskivor med data på grund av Internets dåvarande begränsning. Stefan Gadnell börjar också skriva frågor och programmera minispel.
De börjar lägga in minispel efter inspiration av klassiska spel som Spaceship Warlock. För att skapa spelet använde de mjukvaran Macromind Director. På grund av låg tillgång till fotografier på Internet skannade man in det man kunde hitta. Även semesterbilder från vänner användes i spelet.

## Speldesign
Spelet går ut på att åka från stad till stad. Inne i staden får man första svara på frågor gällande staden och landet man är i och det generar en poängsumma. Efter detta kan man söka arbete med en löneklass som motsvarar denna poängsiffra. Svarar man rätt på jobbfrågor får man pengar, men varje fråga är en arbetsdag och man måste betala för sitt boende mellan frågorna. Misslyckas man med tillräckligt många frågor kommer man därför förlora pengar, samt att resande kostar. Detta innebär att man kan "förlora" spelet genom att få slut på pengar. För att undvika en alldeles för hög svårighetsgrad i början lade Jens och Stefan in en funktion där man kan ringa hem efter mer pengar. Jens lade även in en algoritm som innebär att man efter ett antal felaktiga svar får en högre summa pengar än man borde vid nästa rätta svar för att jämna ut upplevelsen för barn.

## Mottagande
Spelet sålde inledningsvis dåligt, men tog fart efter en recension i Dagens Nyheter av Aná Valdes (Svenskproducerat resespel som håller världsklass). Recensionen 14 december där spelet rekommenderas som julklapp till barn kom i ett guldläge. Valdes skrev att "Sedan jag spelade Sid Meiers "Civilisation" hade jag inte suttit framför datorn så många timmar i sträck."
Backpacker 2 blev en stor succé och sålde i 600 000 exemplar.

## Spel
| Titel             | Lansering |
| ----------------- | --------- |
| Backpacker        | 1995      |
| Backpacker 2      | 1997      |
| Backpacker Junior | 1998      |
| Backpacker 3      | 2003      |
| Backpacker        | 2016      |

### Fotnoter
1. ↑  
”Backpacker series” (på engelska). Mobygames. http://www.mobygames.com/game-group/backpacker-series. Läst 19 maj 2015.
2. 1 2 3 4 5 6  ”Backpacker – folkhemsspelet”. Martin Lindell. 11 maj 2018. https://martinlindell.com/2018/05/11/backpacker/. Läst 19 oktober 2018.
3. ↑  
Peter Sandberg (17 oktober 1996). ”Svensk produktion: Mumin efter lyckat "Backpacker". Tati Mixedia slog igenom med resespel om ryggsäcksgenerationen”. Dagens Nyheter. Arkiverad från originalet den 17 januari 2018. https://web.archive.org/web/20180117182930/https://www.dn.se/arkiv/jobb/svensk-produktion-mumin-efter-lyckat-backpacker-tati-mixedia-slog-igenom-med-resespel-om/. Läst 17 januari 2018.
4. ↑  Aná Valdes. ”Svenskproducerat resespel som håller världsklass”. Dagens Nyheter. https://www.dn.se/arkiv/jobb/svenskproducerat-resespel-som-haller-varldsklass/?forceScript=1&variantType=large. Läst 19 oktober 2018.